# Vladimír Váňa
Vladimír Váňa (15. února 1932 – 25. března 2000) byl český esperantista.

## Dílo
- Seznam děl v Souborném katalogu ČR, jejichž autorem nebo tématem je Vladimír Váňa
- Vynikající je jeho překlad J. Otčenáška: Romeo, Julia Kaj Tenebro (Romeo, Julie a tma)
- Jaroslav Hašek – Povídky, Osudy dobrého vojáka Švejka
- Jiří Haussmann – Danoj en Praha' (Dánové v Praze)
- Karel Poláček – Joakimo kaj la parencaro (Jáchym a příbuzenstvo); La kompensa komerco I (Kompenzační obchod)